# لیک‌لندز های‌لندز (فلوریدا)
لیک‌لندز های‌لندز (به انگلیسی: Lakeland Highlands) یک حوزه سرشماری در ایالات متحده آمریکا است که در شهرستان پولک، فلوریدا واقع شده‌است. لیک‌لندز های‌لندز ۱۶ کیلومتر مربع مساحت و ۱۲٬۵۵۷ نفر جمعیت دارد و ۶۸ متر بالاتر از سطح دریا واقع شده‌است.